# Patinage de vitesse aux Jeux olympiques de 2014 - 500 mètres femmes
Navigation
Vancouver 2010 Pyeongchang 2018
Le 500 mètres féminin de patinage de vitesse aux Jeux olympiques d'hiver de 2014 a lieu le 11 février 2014 à 16 h 45 au Centre de patinage Adler Arena. L'épreuve est présente depuis les Jeux de 1960, auparavant elle était apparu au programme olympique en 1932. La tenante du titre est la Sud-Coréenne Lee Sang-Hwa qui a remporté l'épreuve à Vancouver en 2010 devant l'Allemande Jenny Wolf , médaille d'argent, et la Chinoise Wang Beixing, médaille de bronze.
La championne olympique olympique en titre Lee Sang-Hwa remporte l'épreuve devant la Russe Olga Fatkulina et la Néerlandaise Margot Boer. Olga Fatkulina est disqualifiée pour dopage par le Comité international olympique le 24 novembre 2017. 

## Médaillés
| Or                 | Argent               | Bronze            |
| Lee Sang-hwa (KOR) | Olga Fatkulina (RUS) | Margot Boer (NED) |

## Résultats
| Rang                                | Nom                        | Nationalité        | Couple | Ligne | Course 1 | Rang | Couple | Ligne | Course 2 | Rang | Total   | Retard  | Notes            |
| ----------------------------------- | -------------------------- | ------------------ | ------ | ----- | -------- | ---- | ------ | ----- | -------- | ---- | ------- | ------- | ---------------- |
| Médaille d'or, Jeux olympiques      | Lee Sang-hwa               | Corée du Sud       | 18     | O     | 37 s 42  | 1    | 17     | I     | 37 s 28  | 1    | 74 s 70 | —       | Record olympique |
| Dsq                                 | Olga Fatkulina             | Russie             | 16     | O     | 37 s 57  | 2    | 16     | I     | 37 s 49  | 2    | 75 s 06 | +0 s 36 | DSQ              |
| Médaille de bronze, Jeux olympiques | Margot Boer                | Pays-Bas           | 17     | O     | 37 s 77  | 5    | 13     | I     | 37 s 71  | 3    | 75 s 48 | +0 s 78 |                  |
| 4                                   | Zhang Hong                 | Chine              | 8      | O     | 37 s 58  | 3    | 15     | I     | 37 s 99  | 7    | 75 s 58 | +0 s 88 |                  |
| 5                                   | Nao Kodaira                | Japon              | 17     | I     | 37 s 88  | 7    | 16     | O     | 37 s 72  | 4    | 75 s 61 | +0 s 91 |                  |
| 6                                   | Jenny Wolf                 | Allemagne          | 15     | I     | 37 s 93  | 8    | 15     | O     | 37 s 73  | 5    | 75 s 67 | +0 s 97 |                  |
| 7                                   | Wang Beixing               | Chine              | 16     | I     | 37 s 82  | 6    | 17     | O     | 37 s 86  | 6    | 75 s 68 | +0 s 98 |                  |
| 8                                   | Heather Richardson         | États-Unis         | 15     | O     | 37 s 73  | 4    | 14     | I     | 38 s 02  | 8    | 75 s 75 | +1 s 05 |                  |
| 9                                   | Maki Tsuji                 | Japon              | 14     | O     | 38 s 4   | 10   | 11     | I     | 38 s 44  | 11   | 76 s 84 | +2 s 14 |                  |
| 10                                  | Karolína Erbanová          | République tchèque | 11     | O     | 38 s 23  | 9    | 12     | I     | 38 s 62  | 13   | 76 s 86 | +2 s 16 |                  |
| 11                                  | Laurine van Riessen        | Pays-Bas           | 14     | I     | 38 s 645 | 14   | 13     | O     | 38 s 35  | 9    | 76 s 99 | +2 s 29 |                  |
| 12                                  | Christine Nesbitt          | Canada             | 10     | O     | 38 s 53  | 11   | 10     | I     | 38 s 61  | 12   | 77 s 15 | +2 s 45 |                  |
| 13                                  | Brittany Bowe              | États-Unis         | 18     | I     | 38 s 81  | 17   | 10     | O     | 38 s 37  | 10   | 77 s 19 | +2 s 49 |                  |
| 14                                  | Miyako Sumiyoshi           | Japon              | 13     | O     | 38 s 644 | 13   | 9      | I     | 38 s 62  | 13   | 77 s 26 | +2 s 56 |                  |
| 15                                  | Lauren Cholewinski         | États-Unis         | 12     | I     | 38 s 54  | 12   | 14     | O     | 38 s 80  | 19   | 77 s 35 | +2 s 65 |                  |
| 16                                  | Lotte van Beek             | Pays-Bas           | 6      | I     | 38 s 67  | 15   | 12     | O     | 38 s 73  | 17   | 77 s 40 | +2 s 70 |                  |
| 17                                  | Yekaterina Malysheva       | Russie             | 11     | I     | 38 s 78  | 16   | 11     | O     | 38 s 76  | 18   | 77 s 55 | +2 s 85 |                  |
| 18                                  | Angelina Golikova          | Russie             | 5      | O     | 38 s 82  | 18   | 8      | I     | 38 s 85  | 22   | 77 s 68 | +2 s 98 |                  |
| 19                                  | Marrit Leenstra            | Pays-Bas           | 2      | I     | 39 s 03  | 21   | 7      | O     | 38 s 70  | 16   | 77 s 74 | +3 s 04 |                  |
| 20                                  | Lee Bo-ra                  | Corée du Sud       | 10     | I     | 38 s 93  | 20   | 8      | O     | 38 s 82  | 21   | 77 s 75 | +3 s 05 |                  |
| 21                                  | Denise Roth                | Allemagne          | 1      | I     | 39 s 08  | 23   | 6      | O     | 38 s 69  | 15   | 77 s 78 | +3 s 08 |                  |
| 22                                  | Yekaterina Aydova          | Kazakhstan         | 12     | O     | 39 s 04  | 22   | 7      | I     | 38 s 80  | 19   | 77 s 85 | +3 s 15 |                  |
| 23                                  | Qi Shuai                   | Chine              | 3      | I     | 38 s 89  | 19   | 9      | O     | 38 s 99  | 23   | 77 s 89 | +3 s 19 |                  |
| 24                                  | Kim Hyun-yung              | Corée du Sud       | 7      | O     | 39 s 19  | 24   | 6      | I     | 39 s 04  | 24   | 78 s 23 | +3 s 53 |                  |
| 25                                  | Yekaterina Lobysheva       | Russie             | 8      | I     | 39 s 202 | 25   | 5      | O     | 39 s 04  | 24   | 78 s 24 | +3 s 54 |                  |
| 26                                  | Park Seung-ju              | Corée du Sud       | 2      | O     | 39 s 207 | 26   | 5      | I     | 39 s 11  | 26   | 78 s 31 | +3 s 61 |                  |
| 27                                  | Vanessa Bittner            | Autriche           | 9      | I     | 39 s 33  | 30   | 2      | O     | 39 s 17  | 27   | 78 s 50 | +3 s 80 |                  |
| 28                                  | Anastasia Bucsis           | Canada             | 5      | I     | 39 s 272 | 27   | 4      | O     | 39 s 25  | 28   | 78 s 52 | +3 s 82 |                  |
| 29                                  | Sugar Todd                 | États-Unis         | 4      | O     | 39 s 278 | 28   | 4      | I     | 39 s 25  | 28   | 78 s 53 | +3 s 83 |                  |
| 30                                  | Yvonne Daldossi            | Italie             | 4      | I     | 39 s 30  | 29   | 3      | O     | 39 s 34  | 31   | 78 s 64 | +3 s 94 |                  |
| 31                                  | Zhang Shuang               | Chine              | 6      | O     | 39 s 40  | 31   | 3      | I     | 39 s 25  | 28   | 78 s 65 | +3 s 95 |                  |
| 32                                  | Marsha Hudey               | Canada             | 7      | I     | 39 s 59  | 32   | 1      | O     | 39 s 63  | 33   | 79 s 22 | +4 s 52 |                  |
| 33                                  | Danielle Wotherspoon-Gregg | Canada             | 9      | O     | 39 s 76  | 33   | 2      | I     | 39 s 56  | 32   | 79 s 32 | +4 s 62 |                  |
| 34                                  | Gabriele Hirschbichler     | Allemagne          | 3      | O     | 39 s 82  | 34   | 1      | I     | 39 s 69  | 34   | 79 s 51 | +4 s 81 |                  |
|                                     | Judith Hesse               | Allemagne          | 13     | I     |          | DQ   |        |       |          |      |         |         |                  |